# Sikanni Chief Lake
Sikanni Chief Lake är en sjö i Kanada.   Den ligger i provinsen British Columbia, i den centrala delen av landet, 3 500 km väster om huvudstaden Ottawa. Sikanni Chief Lake ligger 1 374 meter över havet. Arean är 0,80 kvadratkilometer. Den sträcker sig 1,9 kilometer i nord-sydlig riktning, och 1,9 kilometer i öst-västlig riktning.
Trakten runt Sikanni Chief Lake består i huvudsak av gräsmarker. Trakten runt Sikanni Chief Lake är nära nog obefolkad, med mindre än två invånare per kvadratkilometer.